# Albuca watermeyeri
Albuca watermeyeri là một loài thực vật có hoa trong họ Măng tây. Loài này được (L.Bolus) J.C.Manning & Goldblatt mô tả khoa học đầu tiên năm 2009.